# 陳清秀
陳清秀（1959年—），中華民國官員、學者，曾任台北市政府法規委員會主委、行政院人事行政局局長（第11任），現為東吳大學法律系專任教授。

## 學歷
- 台灣大學法律系畢業（1981年法學士）
- 台灣大學法律學研究所畢業（1984年法學碩士）
- 台灣大學法律學研究所博士班畢業（1991年法學博士）
- 美國喬治城大學法學院訪問學者（1995年9月～1996年8月）
- 日本東京大學及名古屋大學法學院訪問學者（2007年6月）
- 德國慕尼黑大學法學院訪問學者（2010年7月）

## 經歷
- 美國喬治城大學法學院訪問學者（1995年9月～1996年8月）
- 植根法律事務所律師、合夥律師(1982年～1999年）
- 東吳大學法律系兼任副教授（1985年起）
- 財政部財稅人員訓練所稅法講座（1994年起）
- 社團法人台灣行政法學會副秘書長（1998年至今）
- 臺北市政府法規委員會主任委員（1999年10月至2006年12月）
- 東吳大學會計研究所兼任副教授（2003年）
- 東吳大學法律系專任副教授（2007年8月～2008年5月）
- 法務部行政罰法諮詢小組委員（2007年～2009年）
- 行政院人事行政局局長（2008年5月至2009年9月）
- 行政院訴願審議委員會委員（2011年～2015年）
- 法務部行政程序法研修小組委員（2011年～2017年）
- 法務部行政執行署業務諮詢小組委員（2015年～2022年）
- 科技部法規委員會委員（2016年）
- 內政部法規委員會委員（2017年）
- 財政部納稅者權利保護諮詢會委員（2018年～2019年）
- 法官學院租稅法講座（2018年～2022年）
- 行政救濟法（訴願法及行政訴訟法修正法案）催生行動聯盟召集人（1998年）
- 中華民國律師公會全國聯合會副秘書長及財經法委員會主任委員
- 財政部法規委員會委員
- 行政院勞工委員會訴願審議委員會委員
- 臺北律師公會行政法委員會及財經法委員會主任委員

## 現任
- 東吳大學法律系專任教授
- 勞動部訴願審議委員會委員
- 交通部訴願審議委員會委員
- 司法院專業法官證明書（稅務類）審查委員

## 法學專長
- 稅法
- 行政法
- 財經法
- 行政救濟法

## 主要著作

### （一）財稅法
1. 稅務訴訟之訴訟標的，台灣大學法律學研究所博士論文，1991年。
2. 稅法之基本原理，1993年。
3. 稅法各論（下），第二版，元照，2019年。
4. 現代財稅法原理，第3版，元照，2020年。
5. 國際稅法，第5版，元照，2021年。
6. 稅法總論，第12版，元照，2022年。
7. 稅法各論（上），第五版，元照，2024年。

### （二）公法（宗教）
1. 行政訴訟理論實務，1994年。
2. 行政訴訟法，第11版，元照，2022年。
3. 「天人合一」之王道法律思想，第1版，五南，2023年；第2版，五南，2024年。

### （三）法理學
1. 法理學，第3版，元照，2020年。

### （一）財稅法
1. 稅務代理與納稅人權利，與葛克昌教授合著，翰蘆，2001年。
2. BEPS行動方案與國際稅法，三個主編之一及合著，第1版，元照，2021年。
3. 稅捐稽徵法，三個主編之一及合著，第2版，元照，2021年。
4. 德國營業稅法（條文翻譯），三個主編之一，初版，元照，2023年。

### （二）公法（宗教）
1. 行政罰法 ，合著，元照，2017年。
2. 年金改革大法官解釋總評析，合著，第1版，元照，2020年。
3. 行政法（上），合著，第4版，元照，2020年。
4. 黨產條例釋字793號解釋之評析，合著，第1版，元照，2021年。
5. 財政法，三個主編之一及合著，第1版，新學林，2021年。
6. 宗教團體不動產之確保與宗教自由之完善：宗教自由覺醒五週年兼談我國政教關係法制化，合著，永然，第1版，2022年。
7. 職權命令與風險行政，合著，第1版，元照，2022年。
8. 憲法講義，合著，第3版，元照，2022年。
9. 行政執行法十講，兩個主編之一及合著，元照，2023年。
10. 行政程序法逐條釋義（上），五個副主編之一及合著，第1版，元照，2023年。
11. 行政程序法逐條釋義（下），五個副主編之一及合著，第1版，元照，2023年。

### （三）法理學
1. 法學研究方法論：基礎法學編，翁岳生/蘇永欽/陳春生主編，編輯之一及合著，第1版，元照，2023年。
2. 法學研究方法論：行政法、財稅法編，翁岳生/蘇永欽/陳春生主編，編輯之一及合著，第1版，元照，2023年。

## 期刊論文
1. 印花稅存廢爭議評析，月旦法學教室，第207期，2020年1月。
2. 事物之本質在稅法上之適用，台灣法學雜誌，第387期，2020年3月。
3. 國際稅法上營業所得來源地問題之探討，東吳法律學報，第31卷，第4期，2020年4月。
4. 中央主管機關監督地方自治團體之界限，月旦裁判時報，第95期，2020年5月。
5. 租稅協定之適用問題——以臺英租稅協定之適用為例，月旦法學教室，第212期，2020年6月。
6. 都市計畫之審查訴訟問題探討，月旦法學雜誌，第302期，2020年7月。
7. 衡平法理在稅法上之適用（上），植根雜誌，第36卷，第7期，2020年7月。
8. 衡平法理在稅法上之適用（下），植根雜誌，第36卷，第8期，2020年8月。
9. 使混合錯配安排的影響無效化（BEPS 行動方案 2）之探討，植根雜誌，第36卷，第8期，2020年8月。
10. 稅務訴訟上總額主義之展開，植根雜誌，第36卷，第10期，2020年10月。
11. 大法官統一解釋法令後之救濟問題探討——評析臺北高等行政法院105年度簡上再字第15號行政裁定，月旦裁判時報，第100期，2020年10月。
12. 海外財產交易損失之扣除問題——最高行政法院 108 年度大字第 3 號大法庭裁定之評析，月旦法學教室，第217期，2020年11月。
13. 租稅協定之解釋適用（上），植根雜誌，第36卷，第11期，2020年11月。
14. 從「自然法」合理性觀點探討黨產條例之合憲性——釋字第793號評析，台灣法學雜誌，第403期，2020年 11月。
15. 租稅協定之解釋適用（中），植根雜誌，第36卷，第12期，2020年12月。
16. 「學術倫理規範」之研究，法的理性——吳庚教授紀念論文集（上冊），2020年12月。
17. 租稅協定之解釋適用（下），植根雜誌，第37卷，第1期，2021年1月。
18. 黨產條例關於財產推定不當取得規定之探討——釋字第 793 號解釋尚未解決之爭議（上），植根雜誌，第37卷，第2期，2021年2月。
19. 黨產條例關於財產推定不當取得規定之探討——釋字第 793 號解釋尚未解決之爭議（下），植根雜誌，第37卷，第3期，2021年3月。
20. 社會局請求扶養義務人償還代墊安置費用之探討，台灣法學雜誌，第412期，2021年3月28日。
21. 申請抵繳遺產稅之要件及裁判基準時——評析最高行政法院109年度大字第3號裁定，月旦法學雜誌，第311期，2021年4月。
22. 國外母公司免除子公司債務之稅法上處理——評析最高行政法院108年度判字第370號判決，台灣法學雜誌，第413期，2021年4月。
23. 因果關係理論概說——以法律上因果關係為中心，台灣法學雜誌，第414期，2021年4月。
24. 花蓮縣礦石開採稅問題之探討——兼評最高行政法院 109 年度上字第 962 號判決，台灣法學雜誌，第415期，2021年5月。
25. 社會道德規範之探討，台灣法學雜誌，第416期，2021年6月。
26. 營業稅法上銷售價格之認定問題——最高行政法院106年度判字第268號判決評析，植根雜誌，第37卷，第9期，2021年9月。
27. 社會住宅之課稅問題探討，植根雜誌，第37卷，第9期，2021年9月。
28. 國土保安用地之課稅問題探討，月旦法學教室，第227期，2021年9月。
29. 國土保安用地之土地稅法上估價問題探討，植根雜誌，第37卷，第10期，2021年10月。
30. 被繼承人生前出售土地，尚未辦理所有權移轉登記，應如何估價課稅？——評析最高行政法院 108 年度大字第2號裁定，會計師季刊，第289期，2021年12月。
31. 環境公益訴訟之探討（上），植根雜誌，第38卷，第2期，2022年2月。
32. 環境公益訴訟之探討（中），植根雜誌，第38卷，第3期，2022年3月。
33. 環境公益訴訟之探討（下），植根雜誌，第38卷，第4期，2022年4月。
34. 工會團體協商代表權之探討——以《勞動基準法》第32條第1項規定之合憲性爭議為中心，植根雜誌，第38卷，第4期，2022年4月。
35. 「國內宗教團體」分攤給付「國外宗教團體」合作辦理宗教活動經費款項，應否課稅？——評析最高行政法院108年度判字第156號判決，月旦裁判時報，第118期，2022年4月。
36. 行政執行救濟之問題探討——租稅債權「時效消滅」在行政執行程序上應如何救濟？，植根雜誌，第38卷，第4期，2022年4月。
37. 稅法與私法秩序統一性原則之適用——以多數共有人出售共有農地移轉不課徵土地增值稅為例，植根雜誌，第38卷，第5期，2022年5月。
38. 稅法上之判斷餘地與行政裁量（上），植根雜誌，第38卷，第6期，2022年6月。
39. 稅法上之判斷餘地與行政裁量（中），植根雜誌，第38卷，第7期，2022年7月。
40. 德國宗教團體之自治權與財政自主權（上），植根雜誌，第38卷，第8期，2022年8月。
41. 稅法上之判斷餘地與行政裁量（下），植根雜誌，第38卷，第8期，2022年8月。
42. 我國大法官解釋對於租稅法治現代化之貢獻，月旦法學雜誌，第328期，2022年9月。
43. 國際稅法上數位經濟之課稅問題探討——以 OECD「數位經濟之課稅挑戰」之研究報告為中心，國立高雄大學法學論叢，第18卷，第1期，2022年9月。
44. 德國宗教團體之自治權與財政自主權（下），植根雜誌，第38卷，第9期，2022年9月。
45. 稅務解釋函令體系化之探討：以比較法為中心，植根雜誌，第38卷，第10期，2022年10月。
46. 國家賠償責任可否改採「危險責任」之賠償原則？（上），植根雜誌，第38卷，第10期，2022年10月。
47. 國家賠償責任可否改採「危險責任」之賠償原則？（下），植根雜誌，第38卷，第11期，2022年11月。
48. 從整體法律秩序統一性觀點探討稅法與民法之關係，東吳法律學報，第34卷，第3期，2023年1月。
49. 「公司吸收合併，消滅公司股東取得給付」之所得種類之探討－評析最高行政法院111年度上字第105號裁定，月旦實務選評，第3卷，第2期，2023年2月。
50. 犯罪所得之沒收與善意第三人之權利保護，植根雜誌，第39卷，第2期，2023年2月。
51. 企業併購，「客戶名單」之取得費用如何攤銷？－評析最高行政法院110年度上字第206號判決，月旦裁判時報，第129期，2023年3月。
52. 行政程序法之制定與修正經過，教學案例，4期，2023年。
53. 行政機關裁罰管轄權之探討－－以違反勞動基準法事件管轄權之認定為中心(1)，植根雜誌，第39卷，第9期，2023年9月。
54. 最高檢察署2023法學論壇講座「法學方法論在行政刑罰上之運用」專題演講（一），最高檢察署月刊，第13期，2023年9月。
55. 宗教團體之公益性探討，植根雜誌，第39卷，第9期，2023年9月。
56. 稅捐規避行為之調整與納稅者權利之保障－－評析高雄高等行政法院109年度訴字第322號判決，植根雜誌，第39卷，第10期，2023年10月。
57. 行政機關裁罰管轄權之探討－以違反勞動基準法事件管轄權之認定為中心(2)，植根雜誌，第39卷，第9期，2023年10月。
58. 最高檢察署2023年法學論壇講座「法學方法論在行政刑罰上之運用」專題演講（二），最高檢察署月刊，第15期，2023年11月。
59. 日本宗教團體之自治權及其輔導監督－以宗教法人法為中心，植根雜誌，第39卷，第10期，2023年11月。
60. 稅法上借牌營業課稅問題之探討－從體系正義觀點出發，東吳法律學報，第35卷，第3期，2024年1月。
61. 公法上債權人查封債務人對於第三人私法上債權之問題探討－評析高雄高等行政法院111年度訴字第112號判決，月旦實務選評，第4卷，第2期，2024年2月。
62. 德國所得稅法之建置原則，植根雜誌，第40卷，第2期，2024年2月。
63. 所得稅法上之信託課稅－以綜合所得稅為中心，輔仁法學，第67期，2024年6月。
64. 「國會調查權在我國法制建置之可能性」專題研討會綜述，憲政時代，第48卷，第2期，2024年7月。
65. 憲法訴訟法修正草案之評估，當代法律，第35期，2024年11月。
66. 稽徵機關對於退稅請求權為抵銷之問題探討，植根雜誌，第39卷，第12期，2024年12月。
67. 公職人員財產申報法強信託制度之檢討，植根雜誌，第39卷，第12期，2024年12月。

## 事蹟

### 執業律師期間
一、曾經在1998年協助立法院推動訴願法及行政訴訟法的全盤修正（自2000年7月1日施行）。
二、曾經在1999年協助立法院推動行政程序法的制定（自2001年1月1日施行）。
三、於1999年參加司法院主辦「全國司法改革會議」。

### 台北市政府法規委員會主任委員期間
一、於2001年推動制定「台北市消費者保護自治條例」，以主動保障消費者權益。
二、於2001年起台北市政府推動「行政法規影響評估制度」（參考日本、美國及德國之作法)，以提升自治法規之立法品質。
三、於2005/2006年在台北市政府推動執行「行政法規執法效能訪問輔導計畫」，以提升各機關依法行政之品質。
四、於2005年參與完成「納稅者權利保障法」草案。
五、於2006年台北市政府法規會推動完成「台北市人權保障自治條例」草案。
六、自2000年至2006年協助台北市政府訂定自治法規450種以上。
七、自2000年至2006年協助台北市政府各機關提供1萬7千多件以上法令解釋及諮詢意見(負責監督、指導工作)。

### 行政院人事行政局局長時期
- 三、任內公佈公務人員核心價值:「廉政專業效能關懷」。
- 四、任內公佈各級人事主管服務守則，並推行公務倫理。
- 2008年9月12日推行「公務人員拼經濟，請您出點子」活動計畫，最高獎金五千元。
- 2009年1月5日蘋果日報報導：陳清秀認為人事局不應該只規劃公務員的福利，也應該增加首長福利。故計畫2009年起每兩個月辦一次部會首長聯誼，時間從半天到兩天一夜不等。
- 2009年1月14日於年終記者會表示：正研議將各機關是否舉辦「聞聲救苦」活動一事納入人事考核，以鼓勵各機關傾聽民意。

## 外部連結
- 台北市政府法規會 - 機關簡介

| 前任： '      | 台北市政府法規委員會主任委員 1999年10月─2006年12月25日 | 葉慶元 |
| 前任： 周弘憲 | 行政院人事行政局局長 2008年5月20日─2009年9月10日       | 吳泰成 |